# IC 491
IC 491 ist eine Spiralgalaxie vom Hubble-Typ Sc pec? im Sternbild Krebs auf der Ekliptik. Sie ist schätzungsweise 287 Millionen Lichtjahre von der Milchstraße entfernt.
Das Objekt wurde am 18. März 1892 vom französischen Astronomen Stéphane Javelle entdeckt.